# 니이야마 치하루
니이야마 치하루(일본어: 新山 千春, 1981년 1월 14일~)는 일본의 성우이자 배우이다.
1995년에 호리프로 탤런트 스카우트 캐러밴에서 심사위원 특별상을 수상하면서 데뷔했으며 그라비아 아이돌 모델로도 활동했다. 또한 로보카 폴리 일본판 캐스팅에서 엠버 역을 맡았다. 2004년에는 전직 야구 선수인 구로다 사토시와 결혼했으며 2006년에 딸을 출산했다. 하지만 2014년에 이혼했다.